# Sagarika
Sagarika, cuyo nombre verdadero es Sagarika Mukherjee (4 de septiembre de 1970) es una popular cantante india. Antes de hacerse conocer en solitario, ella formó parte de un dúo musical junto a su hermano menor, el cantante Shaan, con quien lanzaron varios álbumes discográficos de diferentes estilos y géneros musicales como Q-Funk, Roop Inka Mastana y Naujawan. Ella lanzó un álbum en su carrera en solitario, disco titulado "Maa". Su álbum, "All About Love", fue lanzado en 2006 bajo el sello de Universal.
En 2001 se casó con Martin Sagarika Dacosta, quien dirige una compañía de eventos y que se asoció estrechamente con Shaan y Sagarika, por más de 8 años. Sagarika y Martin son socios de una cadena de restaurantes de cocina. Ella es madre de dos hijos, Michael y Josué. Ha colaborado también para la canción titulada "Pal", perteneciente al grupo Dhaani, para su cuarto álbum.